# Apogeu

Esquema de l'òrbita d'un cos al voltant de la Terra, on s'observa l'apogeu i el perigeu.

L'apogeu és el punt de l'òrbita el·líptica d'un objecte (natural o artificial) al voltant de la Terra, en què aquest es troba a la màxima distància d'aquesta.

## Terminologia
Sovint es veuen les paraules "pericentre" i "apocenter", tot i que en l'ús tècnic es prefereix la periapsi / l'apapàsia.
- Per a situacions genèriques en què no s'especifica el primari, s'utilitzen els termes pericèntric i apocenter per anomenar els punts extrems d’òrbites (vegeu taula, figura superior); la periapsi i l'apapàsia (o apapsis) són alternatives equivalents, però aquests termes, freqüentment, també es refereixen a distàncies (és a dir, a les distàncies més petites i més grans entre l'òrbita i el seu cos hoste (vegeu la segona figura)).

- Per a un cos que orbita al Sol, el punt de menor distància és el periheli, i el punt de major distància és l'afelió;[1] quan es discuteix òrbites al voltant d'altres estrelles els termes es converteixen en periastró i apastró.
- Quan es parla d'un satèl·lit de la Terra, incloent-hi la Lluna, el punt de menor distància és el perigeu i de la major distància, l'apogeu, (del grec antic: Γῆ (Gē), "terra" o "terra").
- No hi ha satèl·lits naturals de la Lluna. Per a objectes creats per l’home en òrbita lunar, el punt de distància mínima es pot anomenar pericintó i la major distància l'apocintó; de vegades s'utilitza perilluna i apolluna.[2]

### Etimologia
Johannes Kepler va escriure les paraules perihelió i afelió per descriure els moviments orbitals dels planetes al voltant del Sol. Les paraules es formen a partir dels prefixos peri- (grec: περί, a prop) i apo- (grec: ἀπό, lluny de), aplicats a la paraula grega per al sol, (ἥλιος, o hēlíou).
S'utilitzen diversos termes relacionats amb altres objectes celestes. Els sufixos -gee, -helion, -astron i -galacticon s'utilitzen freqüentment en la literatura astronòmica quan es refereixen a la Terra, el Sol, les estrelles i el centre galàctic respectivament. El sufix -jove s'utilitza ocasionalment per a Júpiter, però -saturnium ha estat molt rarament utilitzat en els darrers 50 anys per a Saturn. La forma -gee també s'utilitza com a aproximació genèrica més propera al terme "qualsevol planeta", en lloc d'aplicar-la només a la Terra.
Durant el programa Apollo, es van utilitzar els termes pericintió i apocintió quan es van referir a orbitar la Lluna; fan referència a Cynthia, un nom alternatiu per a la deessa grega Artemis. Pel que fa als forats negres, els termes perimelasma i apomelasma (d’arrel grega) van ser utilitzats pel físic i autor de ciència-ficció Geoffrey A. Landis en un relat de 1998; que va ocórrer abans que el perinigricó i l'aponigricó (del llatí) van aparèixer a la literatura científica el 2002, i abans del peribotró (del grec bothros, que significa forat o fossa) el 2015.

### Resum de terminologia
Els sufixos que es mostren a continuació es poden afegir als prefixos peri- o apo per formar noms únics d'àbsides per als òrgans de òrbita del sistema host / (primari) indicat. Tanmateix, només els sistemes Terra i Sol són els sufixos únics usats habitualment. Típicament, per a altres sistemes host, s'utilitza el sufix genèric, -apsis.
| Objecte astronòmic host | Sol     | Mercuri  | Terra | Lluna                  | Mart    | Ceres    | Júpiter     | Saturn                   |
| Sufix                   | -⁠helion | -⁠hermion | -⁠gee  | -⁠lune-⁠cynthion -⁠selene | -⁠areion | -⁠demeter | -⁠jove       | -⁠chron-⁠kronos -⁠saturnium |
| Origen del nom          | Helios  | Hermes   | Gaia  | LunaCynthiaSelene      | Ares    | Demeter  | ZeusJúpiter | CronosSaturn             |

| Objecte astronòmic host | Estrella              | Galàxia               | Baricentre            | Forat negre                                           |
| Sufix                   | -⁠astron               | -⁠galacticon           | -⁠center -⁠focus -⁠apsis | -⁠melasma -⁠bothron -⁠nigricon                           |
| Origen del nom          | Lat: astra; estrelles | Gr: galaxias; galàxia |                       | Gr: melos; negre Gr: bothros; forat Lat: niger; negre |